# Anoplophora flavomaculata
Anoplophora flavomaculata är en skalbaggsart som först beskrevs av J. Linsley Gressitt 1933.  Anoplophora flavomaculata ingår i släktet Anoplophora och familjen långhorningar.
Artens utbredningsområde är Taiwan. Inga underarter finns listade i Catalogue of Life.